# 戴树和
戴树和（1923年5月16日—2013年10月16日），男，江苏如皋人，中国化工机械专家，南京化工学院教授。

## 生平
1923年生于北京。祖籍江苏如皋。1937年全面抗日战争爆发后到达重庆，入读重庆南开中学。1942年考入重庆國立中央大學化工系，1946年毕业。1949年1月任中央大学化工系教师。1949年10月中华人民共和国成立后，历任南京大学助教，南京工学院讲师，南京化工学院化机系助教、讲师、教授、副主任、主任、博士生导师。长期从事化工机械研究和教学工作，也是中国最早的风险管理研究者。
1953年加入民盟，历任民盟江苏省委委员、常委、副主委、第七届主委、第八至九届名誉主委，民盟中央委员、第六至七届中央常委（1988年－1997年）；第五至六届江苏省人大代表；第七届江苏省政协副主席，第六届全国政协委员，第七至八届全国政协常委（1988年－1998年）。
2013年10月16日上午8时05分在南京逝世。